# Chronologie d'Ussher

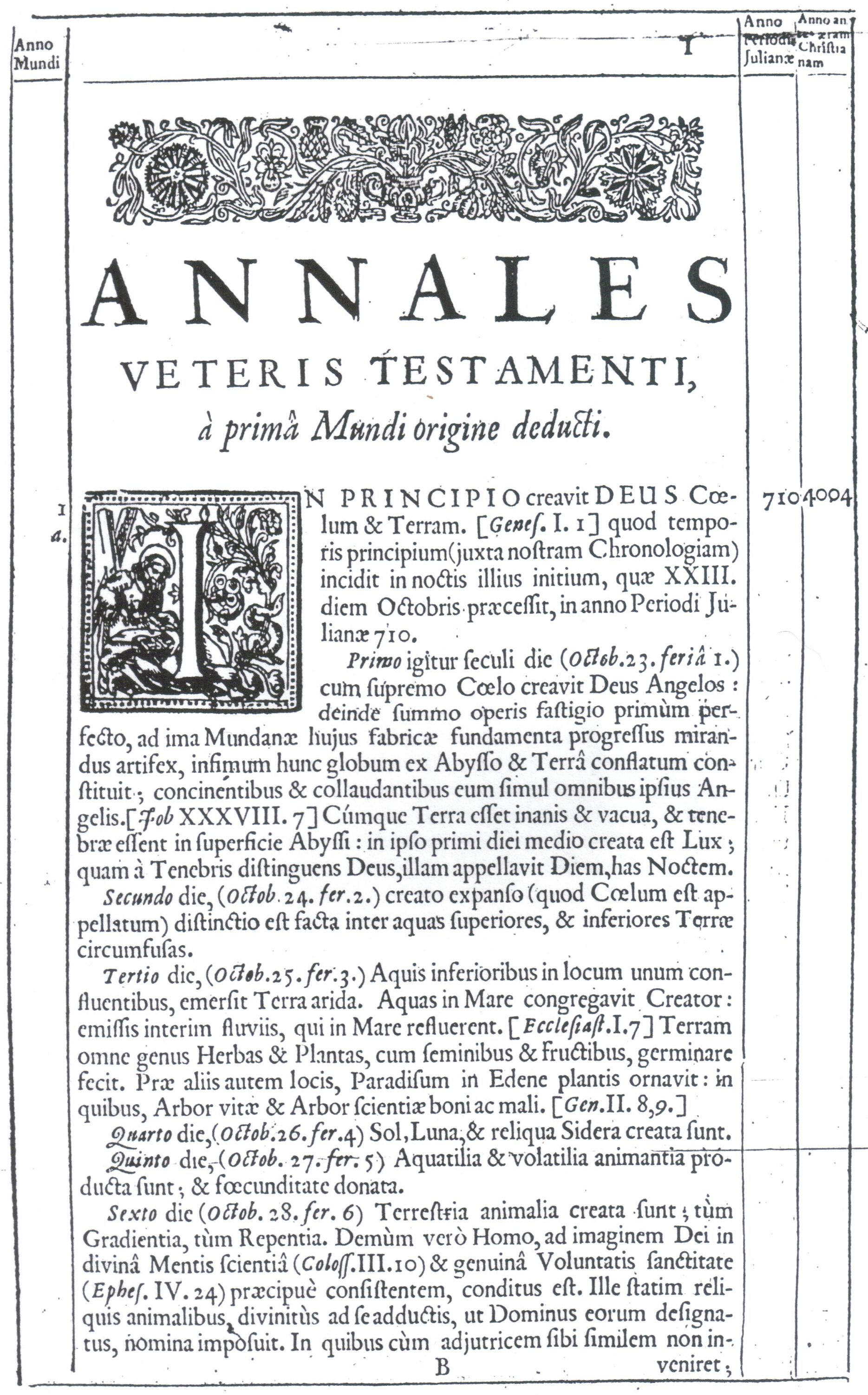
Annales Veteris Testamenti page 1 (Latin).

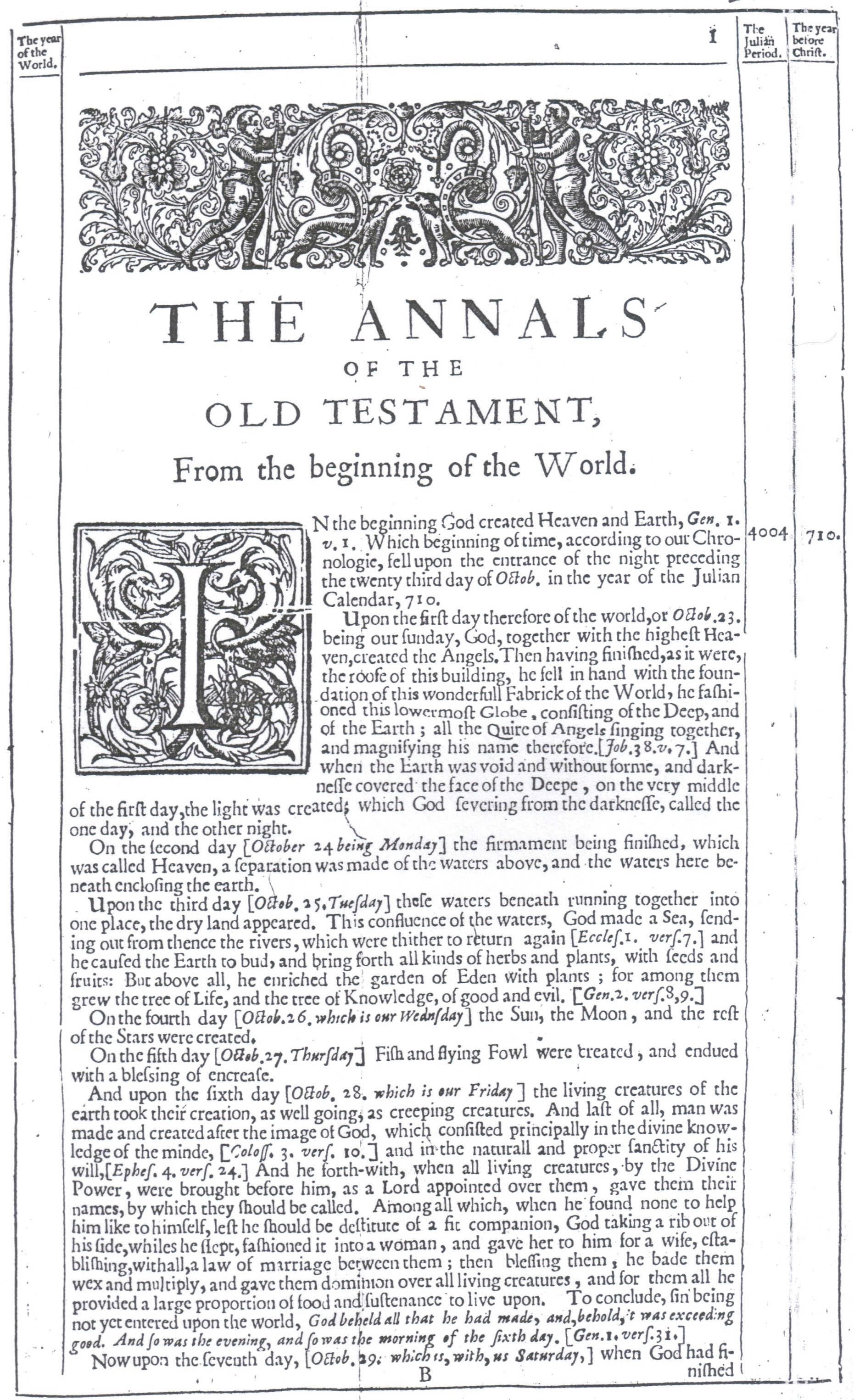
Annals of the World page 1 (en anglais).

La Chronologie d'Ussher (Ussher chronology) est une chronologie de l'histoire du monde issue d'une lecture littérale de l'Ancien Testament par James Ussher, l'archevêque d'Armagh (Église d'Irlande), datant du XVIIe siècle.
Cette chronologie est parfois associée à YEC (mouvement créationniste américain radical, le créationnisme Jeune-Terre) qui prétend que l'univers a été créé par Dieu, il y a seulement quelques milliers d'années. La Bible décrirait cette création dans les deux premiers chapitres de la Genèse.
Le titre intégral de l'œuvre d'Ussher est Annales Veteris Testamenti, a prima mundi origine deducti, una cum rerum Asiaticarum et Aegyptiacarum chronico, a temporis historici principio usque ad Maccabaicorum initia producto. ("Annales de l'Ancien Testament, déduites des premières origines du monde, la chronique des sujets asiatiques et égyptiens du début des temps historiques jusqu'au début des Maccabées")
Le travail d'Ussher a largement contribué au long débat théologique sur l'âge de la Terre. Au cours des siècles, il fut un sujet d'étude de tout premier plan pour les étudiants chrétiens.
Cette chronologie est parfois appelée chronologie Ussher-Lighfoot à cause de la publication d'un travail similaire par John Lightfoot en 1642-1644. C'est une erreur car elle est basée uniquement sur le travail d'Ussher.
Ussher déduit que le premier jour de la création est le 23 octobre 4004  du calendrier Julien, proche de l'équinoxe d'automne.
Lightfoot propose la tombée de la nuit de l'équinoxe d'automne mais de l'année 3929 av. J.-C..

## La méthode d'Ussher
Les chronologies d'Ussher et d'autres savants bibliques s'accordaient facilement parce qu'ils utilisaient la même méthodologie pour calculer les dates des évènements clés figurant dans la Bible.
Leur tâche s'est trouvée compliquée par le fait que la Bible est constituée de sources différentes, rédigées sur plusieurs siècles, avec des versions divergentes et de larges lacunes chronologiques. Il n'était alors pas possible de se contenter d'un simple total de périodes et de dates.
Dans son article sur "Ussher's calendar", James Barr a identifié trois périodes distinctes qu'Ussher et d'autres ont eu à aborder.
1. "De la création à la migration d'Abraham." cette section est facile à calculer en utilisant les données chronologiques de la genèse, 5 et 11 qui donne une lignée mâle ininterrompue de la création à Abraham. Ussher utilise la chronologie trouvée dans le texte Masoretique, au lieu des chronologies alternatives issues des Septante et du Pentateuque samaritain. Ussher établit cette période à 2083 ans, de 4004 av. J.-C. à 1922 av. J.-C.

1. "De la migration d'Abraham au temple de Salomon" Ussher suit Paul, qui compte 430 ans de la migration d'Abraham à l'Exode. La suite des rois donne 480 ans de l'Exode au début du temple de Salomon jusqu'à la quatrième année de règne de Salomon. Ces 910 années vont de 1922 av. J.-C. à 1012 av. J.-C..

1. "De la période du royaume de Judée, de la quatrième année de Salomon à la fin" cette période est la plus difficile à calculer due aux difficultés nombreuses pour faire correspondre les années de règne des royaumes de Judée et d'Israël. La simple addition des règnes des rois de Judée donne 430 ans. En repositionnant quelques chevauchements de règnes, Ussher raccourcit à 432 ans, de 1012 av. J.-C. à 589 av. J.-C..

Après avoir calculé les années séparant la Création de l'avènement des derniers rois de Judée, Ussher établit le temps de la Création à l'accession du roi Babylonien Amel-Marduk (aussi connu comme Evil-Merodach).
Il utilise alors des informations issues de sources babyloniennes, romaines, grecques pour fixer l'accession au trône d'Amel-Marduk à 563 av. J.-C., de là il déduit la Création en 4004 av. J.-C..
Pour fixer la date de naissance de Jésus, Ussher tient compte d'une erreur de Dionysius Exiguus, le créateur du système de numérotation Anno Domini. Ussher choisit 5 av. J.-C. comme année de naissance du Christ car Josephus indique que la mort d'Hérode le Grand se produit en 4 av. J.-C.. Ainsi, pour que l'Évangile selon Matthieu soit en accord, Jésus ne peut être né après cette date. Cependant, en accord avec l'Évangile selon Luc, Jésus est né pendant la fonction de gouverneur de Syrie exercée par Quirinius, à peu près dix ans après la mort d'Hérode.
À l'époque d'Ussher, la saison à laquelle est survenue la Création a fait l'objet de débats théologiques considérables. De nombreux savants proposaient le printemps, comme pour les chronologies babyloniennes, chaldéennes et d'autres cultures encore.
D'autres, parmi lesquels Ussher, proposaient plutôt l'automne, principalement parce que cette saison marque le début de l'année juive.
Ussher affina ensuite la date en utilisant le calendrier juif et établit la date de la Création un dimanche près de l'équinoxe d'automne.
Le jour de la semaine résulte d'un calcul rétroactif à partir des six jours de création sachant que Dieu se repose le septième jour, basé sur la tradition juive du "Saturday—hence Creation beginning on a Sunday". 
Les tables astronomiques probablement utilisées par Ussher sont les Tabulae Rudolphinae de Kepler(Rudolphine Tables, 1627). Il en aurait conclu que l'équinoxe est survenu le mardi 25 octobre, seulement un jour plus tôt que le jour traditionnel de sa création, le quatrième jour de la semaine de la Création, le mercredi, en même temps que le soleil, la lune et les étoiles (Genèse 1:16). Les équations modernes placent l'équinoxe d'automne de 4004 av. J.-C. le dimanche 23 octobre du calendrier Julien.
D'après Ussher, le "premier jour", en se référant à la Genèse 1:5, se situe le 23 octobre, mais avec un évènement de "pré-création", correspondant au "début du déroulement", en l'occurrence la nuit qui précède.
Ussher mentionne le jour de la Création dans Annales en latin et sur la première page de sa traduction anglaise d'Annals of the World (1658). Dans l'extrait suivant de cette traduction anglaise, dans la phrase "in the year of the Julian Calendar" refers to the Julian Period, of which year 1 is 4713 BC, and therefore year 710 is 4004 BC.

In the beginning God created Heaven and Earth, Gen. 1, v. 1. Which beginning of time, according to our Chronologie, fell upon the entrance of the night preceding the twenty third day of Octob[er] in the year of the Julian Calendar, 710.

Ussher donne une durée légèrement différente dans son "Epistle to the Reader" dans ses travaux en latin et en anglais. "I deduce that the time from the creation until midnight, January 1, 1 AD was 4003 years, seventy days and six hours." Six heures avant minuit pourrait signifier 18 heures.

## La chronologie d'Ussher aujourd'hui.
Il est remarquable que la chronologie d'Ussher reste aussi connue alors que celles de l'Académie Scaliger (Scaliger et Bede), parmi d'autres, soient tombées dans l'oubli. 
À partir de l'édition de 1701 par William Lloyd de la version de King James de la Bible, la traduction du document commence à inclure sa chronologie révisée avec annotations marginales et croix en références. La première page de la Genèse est annotée avec la date de la Création d'Ussher : 4004 av. J.-C.. Elle est aussi incluse dans la Scofield Reference Bible (en), largement répandue.
De plus en plus de traductions modernes de la Bible omettent la Chronologie mais il y a encore beaucoup de copies de la Bible annotée de King James en circulation.
Au milieu du XIXe siècle, la Chronologie d'Ussher a subi les nombreuses attaques des tenants de l'uniformitarisme qui affirmaient que la "jeune Terre" d'Ussher était incompatible avec les thèses de plus en plus acceptées d'une Terre beaucoup plus ancienne : des dizaines, des centaines de millions d'années. Ussher tomba en désuétude parmi les théologiens. En 1890, le professeur de Princeton William Henry Green (en) écrivit un article influent  dans Bibliotheca Sacra (en), "Primeval Chronology", dans lequel Ussher est fortement critiqué. Il conclut :
We conclude that the Scriptures furnish no data for a chronological computation prior to the life of Abraham; and that the Mosaic records do not fix and were not intended to fix the precise date either of the Flood or of the creation of the world. (« Nous concluons qu'aucune donnée n'est fournie par les Écritures pour qu'un calcul chronologique puisse être effectué avant la vie d'Abraham ; il n'est guère possible de fixer la date de la Création au regard de la mosaïque de propositions différentes »).
Le théologien Benjamin B. Warfield, tout aussi conservateur, en arrive à la même conclusion dans "On The Antiquity and Unity of the Human Race", précisant : "it is precarious in the highest degree to draw chronological inferences from genealogical tables". VO (« il est imprudent au plus haut degré d'en extraire une chronologie des tables généalogiques »)
Cependant, le professeur James Barr (en) écrit en 1984 : 
…probably, so far as I know, there is no professor of Hebrew or Old Testament at any world-class university who does not believe that the writer(s) of Genesis 1–11 intended to convey to their readers the ideas that… the figures contained in the Genesis genealogies provided by simple addition a chronology from the beginning of the world up to later stages in the biblical story… (« ...probablement, autant que je sache, aucun professeur d'Hébreu ou de l'Ancien Testament, dans aucune classe universitaire, partout dans le monde, ne prétend que le(s) rédacteur(s) de la Genèse 1-11, ne souhaite(nt) inculquer aux lecteurs l'idée que... les généalogies de la genèse permettent de calculer la date de la Création par simple addition des évènements décrits »)
Dans les années les plus récentes, la chronologie de l'archevêque Ussher a été l'objet de critiques dans 
Procès de singe ou encore dans le roman de fantasy De bons présages qui prétend ironiquement qu' "il ne se trompe que d'un quart d'heure" . Un point de vue différent émane de Stephen Jay Gould qui, quoique d'un avis très critique, écrit cependant.
I shall be defending Ussher's chronology as an honorable effort for its time and arguing that our usual ridicule only records a lamentable small-mindedness based on mistaken use of present criteria to judge a distant and different past (« je veux défendre la chronologie d'Ussher parce que c'est une tentative honorable pour son époque et que les critères d'aujourd'hui ne nous permettent pas de juger un passé lointain et très différent de notre époque. »)
Ussher represented the best of scholarship in his time. He was part of a substantial research tradition, a large community of intellectuals working toward a common goal under an accepted methodology… (« Ussher représente le meilleur des connaissances de son époque. Il constitue un maillon important de la recherche, d'une communauté d'intellectuels travaillant dans un but commun en suivant une méthode agréée en son temps. »)